# Nicholas Saunders
Nicholas Saunders (* 25. Januar 1938 in Oxfordshire als Nicholas James Carr-Saunders; † 3. Februar 1998 nahe Kroonstad, Südafrika) war ein britischer Entrepreneur, Autor und Aktivist, der dazu beitrug, die Hippie-Bewegung in Großbritannien bekannt zu machen.

## Leben
Saunders wurde als jüngstes dreier Kinder von Alexander Carr-Saunders (* 1886; † 1966) und Theresa Antoinette (* 1895; † 1989) in Oxfordshire geboren. Er besuchte das Ampleforth College und erhielt einen Studienplatz am Imperial College in London, wo er Ingenieurwesen studierte. In den 1960er Jahren lebte Saunders drei Jahre lang in einem besetzten Haus im Londoner Stadtteil Chelsea. Wenig begeistert davon gab Saunders Mutter ihm Geld, von dem er ein eigenes Haus erwerben sollte, welches er allerdings stattdessen für den Kauf und die Renovierung einer Reihe baufälliger Wohnungen ausgab.

### Hippie-Bewegung und Neal’s Yard
Saunders investierte den Ertrag aus dem Verkauf der renovierten Wohnungen in ein Verlagsprojekt, welches dazu beitrug, die Hippie-Bewegung in Großbritannien zu definieren und zu verbreiten: Er schrieb von 1970 die Erstauflage des enzyklopädischen Handbuchs Alternative London: Survival Guide for Strangers (zu deutsch: Alternatives London: Überlebensführer für Fremde), von dem zwischen 1970 und 1982 in fünf Auflagen über 100.000 Exemplare verkauft wurden. Es bietet Anleitungen zu Themen wie der Neuverkabelung eines besetzten Hauses, dem sogenannten „Phone Phreaking“ (dem Hacken analoger Telekommunikationssysteme) oder persönlichen Empfehlungen zu Yoga-Studios und vegetarischen Cafés in London.
Saunders lebte eine Zeit lang in der alternativen Enklave Christiania in Kopenhagen, wo er sich in die Dänin Britte Nitze verliebte, mit der er anschließend zurück ins Vereinigte Königreich umsiedelte.
Saunders schloss sich mit Terence Conran einer Bewegung an, die das Aufrechterhalten des 1974 geschlossenen Londoner Covent Garden anstrebte. 1976 übernahm er einen Hof mit viktorianischen Lagerhäusern namens Neal’s Yard in der Nähe von Conrans Restaurant und verwandelte ihn in Englands erstes Zentrum für Vollwertkost. Saunders verkaufte mittelgroße Mengen an einen Kundenstamm, der sich in den 1980er Jahren über alternative Gruppen hinaus auf neue Bevölkerungsgruppen ausdehnte, die sich mit gesunder Ernährung und ethischen Lieferketten beschäftigten. Später kamen eine Molkerei, eine Bäckerei, eine Apotheke und Therapieräume sowie ein Café, eine Buchhandlung und ein Yogastudio hinzu. Das gesamte Unternehmen erzielte einen höheren Umsatz pro Quadratmeter als Sainsbury’s und schuf 100 Arbeitsplätze. Aus Neal’s Yard wurde ein Treffpunkt für Gleichgesinnte, welchen Saunders selbst als „alternative Gesellschaft“ bezeichnete.
Nach einem Brand in Saunders Haus, welcher dieses unbewohnbar machte, wohnten Saunders, seine Lebensgefährtin sowie der gemeinsame Sohn (* 1981) mit deren Menagerie in Neal’s Yard. Nachdem Saunders Neal’s Yard verkaufte, welches bis dahin gefüllt von kommerziellen Cafés war, wehrte er sich gegen die Gentrifizierung des Viertels. Wie viele Anhänger der Hippie-Bewegung setzte sich auch Saunders für Fortschritte in der Computertechnologie ein und eröffnete das Neal’s Yard DTP Studio. Das als „Selbstverwirklichungsagentur“ bezeichnete Studio bot unter anderem Desktop-Publishing auf Apple Macs an.

### Rolle in der Drogenszene
1988 kam Saunders erstmals mit Ecstasy und Raving in Kontakt. Kurz darauf entwickele er ein Interesse an den breiteren gesellschaftlichen Auswirkungen des populären Drogenkonsums. So stellte er fest, dass Ecstasy die Gewalt zwischen Fußball-Hooligan-Gangs in Nordengland reduzierte und die konfessionellen Schranken zwischen katholischen und protestantischen Jugendlichen lockerte. Über seine Entdeckungen schrieb er 1993 E For Ecstasy, welches unter dem Titel Ecstasy and the Dance Culture mit Alexander Shulgin 1995 neu aufgelegt wurde. 1997 wurde es unter dem Titel Ecstasy Reconsidered mit Blick auf die Neurotoxizität der Droge in der klinischen Forschung erneut neu aufgelegt. Das Buch verkaufte sich zehn Jahre lang etwa 20.000 Mal pro Jahr und wurde in den literarischen Kanon der britischen Drogenkultur aufgenommen. Wie Saunders frühere Bücher waren diese ebenfalls darauf ausgerichtet, praktische Ratschläge zu geben. Er warnte davor, dass die Einnahme der Droge zwar „mit einer geliebten Person wunderbar sein kann“, es aber am besten vermieden werden sollte, sie mit jemandem einzunehmen, zu dem der potenzielle Konsument Zweifel hegt. Kurz darauf richtete Saunders die Website ecstasy.org ein, auf der er Erfahrungsberichte von Benutzern sammelte und ein Beratungsforum bereitstellte. Er sammelte zudem Fotos der zahlreichen auf dem Markt befindlichen Pillenvarianten und warnte vor gefährlichen oder gefälschten Pillen.

### Letzte Jahre und Tod
In den 1990er Jahren lernte Saunders seine Lebensgefährtin Anja Dashwood kennen, mit der er bis zu seinem Tod zusammen blieb.
Am 3. Februar 1998 starb Saunders bei einem Verkehrsunfall in der Nähe des südafrikanischen Kroonstads während der Recherche zu seinem dritten Buch über halluzinogene Drogen auf pflanzlicher Basis, wie Ibogain und Ayahuasca, und ihren rituellen Gebrauch durch indigene Völker und Sekten in Südamerika, Asien und Afrika.

## Publikationen
- 1970: Alternative London.
  - 1971: Alternative London. (Zweite Fassung)
  - 1972: Alternative London Survival Guide for Strangers. ISBN 978-0-9501628-3-6 (Dritte, gekürzte Fassung).
  - 1974: Alternative London. ISBN 978-0-7045-0105-8 (Vierte Fassung).
  - 1977: Alternative London. ISBN 978-0-7045-0287-1 (Fünfte Fassung).
  - 1982: Alternative London. ISBN 978-0-907858-00-3. (Sechste Fassung, ergänzt durch Georganne Downes).
- 1993: E for Ecstasy. ISBN 978-0-9501628-8-1.
- 1995: Ecstasy and the Dance Culture. ISBN 978-0-9501628-9-8 (Zweite Fassung mit Alexander Shulgin).
- 1997: Ecstasy Reconsidered. ISBN 978-0-9530065-0-2 (Dritte Fassung mit Fokus auf klinische Forschung).